# ترایو
ترایو (انگلیسی: Thryv) شرکت نرم‌افزار آمریکایی است، که در سال ۲۰۱۳ تأسیس شد.